# Trötthetsvarnare
Trötthetsvarnare är en bilsäkerhetsteknik som hjälper till att förhindra olyckor som orsakas av föraren blir dåsig. Olika studier har kommit fram till att cirka 20 % av alla trafikolyckor är trötthetsrelaterade, upp till 50 % på vissa vägar.
Vissa av de nuvarande systemen kan lära sig förarens körmönster och kan upptäcka när en förare blir dåsig.